# Sidragai Domald
Sidragai Domald (latinul: Domaldus, 1160 körül – 1243) a régebbi történészek szerint a Snačić családból származó befolyásos horvát-dalmát főúr, spalatói, sebenicói és zárai knyáz, a 13. század első felének horvát hatalmassága, II. András magyar király vazallusa.

## Élete
Saracen sidragai gróf, klisszai zsupán fiaként született 1160 körül. Miha Madijev középkori spalatói krónikás a klivna grófja (comes de Clivna) titulust adta neki, ami Nada Klaić horvát történész szerint nem Livnoként értelmezhető, hanem azt feltételezi, hogy egy Sidraga zsupániai nemzetség neve lehet. A régebbi horvát történetírók azt tartották, hogy Domald azonos Malduč omiši knyázzal, illetve a Snačić családból származott, de azok a dokumentumok, amelyek ezeket a nézeteket alátámasztanák teljességgel megbízhatatlanok.
1200-ban Sebenico, 1203-1204-ben pedig Zára knyázaként szolgált, amelynek rövid időre segített megszabadulni a velencei uralom alól. Az ő nevéhez fűződik Zára és Biograd újjáépítése, amelyet 1202-ben a velencei dózse felszólítására a negyedik keresztes hadjáratban elfoglaltak és elpusztítottak a keresztesek. Sebenicói és omiši alattvalóinak segítségével elfoglalta a Szent Mihály erődöt és kiűzte Ugljanból a velenceieket. Ezzel lehetővé tette, hogy a záraiak visszatérhessenek a városba, de következő évben a velenceiek nyomására mégis elveszítette hatalmát. 1207-től a spalatoi knyázi tisztséget töltötte be.
András király 1210-ben Cetina megyét adományozta neki, de ennek ellenére Domald hamarosan a király ellenfele lett, mert elégedetlen volt azzal, hogy a keresztes hadjáratba induló II. András nem bízta meg a Horvátország és Dalmácia igazgatásával. Spalatoi szolgálata miatt konfliktus alakult közte és Bribiri Gergely hívei között, amely 1221-ben Domald vereségével és a splalatói tisztsége elvesztésével ért véget. Tisztsége elvesztése után Domald megtartotta az irányítást a Klissza vára felett, ahonnan akadályozta a tengeri és a hátországgal folytatott kereskedelmet, majd Kálmán herceggel szemben csatát vesztett. A vereség nem törte meg teljesen Domald hatalmát, így két alkalommal (1229-ben és 1235-ben) visszaszerezte az irányítást Spalato felett. Utoljára 1243-ban említették, amikor szerződést kötött a trauiakkal, hogy a pantani malmokat egy traui házra cserélje.
Domald utódainak tartották magukat a Nelipić család tagjai, akik egy 1358. május 8-án kelt oklevélben Domald fiainak (filius quondam Domaldi) nevezik magukat. Sufflay Milán történész ezt nem fogadja el. Azzal érvel, hogy Domald a Kacsics nemzetségből származott, mivel a főbb dalmát városok azért választják comesnek, mert mint ennek a nemzetségnek a nagyhatalmú tagja védhette őket az elviselhetetlen kalózkodás ellen. Egyben szerinte ebben rejlik bukásának oka is, ugyanis amikor a Kacsicsok a király legnagyobb haragját idézték elő, akkor vesztette el kegyeit Domaldo is. Tengeri hatalmuk viszont megmaradt, és mindez csak Kacsicsokra illik.

## Emlékezete
Ma Splitben a Narodni trg és az Ulica kralja Tomislavát összekötő utcát róla nevezték el, Zárában pedig egy Knez Domald utcát találunk.